# MASkargo
Malaysia Airlines Kargo (Malaysia Airlines Cargo Sdn. Bhd.) is een vrachtafdeling van Malaysia Airlines en staat beter bekend als MASkargo. MASkargo is gevestigd op Kuala Lumpur International Airport in het zogeheten 'Advanced Cargo Center'.
Er zijn 18 bestemmingen en deze liggen in Maleisië, Zuidoost-Azië, Volksrepubliek China, Australië en Nederland. De vloot bestaat uit drie Airbus A330 vrachttoestellen, waarvan twee in eigendom en een geleased. MASkargo telt ongeveer 775 medewerkers per begin 2020.

## Geschiedenis
MASkargo is in 1972 opgericht om de steeds groeiende hoeveelheden vracht van Malaysia Airlines over de hele wereld aan te kunnen. In het begin van MASkargo kon ze nog maar 30.000 ton vracht aan, maar door het 'Advanced Cargo Center' in Kuala Lumpur International Airport, kan MASkargo miljoenen tonnen vracht aan.